# 五色塚古墳
五色塚古墳是位于日本兵库县神户市垂水區五色山的一座古墳，呈前方後圓形。该古墓被指定为国家史迹，出土文物被指定为国家重要文化財和神户市指定有形文化财。
该古坟是兵库县最大的古坟，建造时间推测为公元4世纪末至5世纪初（古坟时代中期），是日本最早进行修复整备的古坟之一。

## 概要

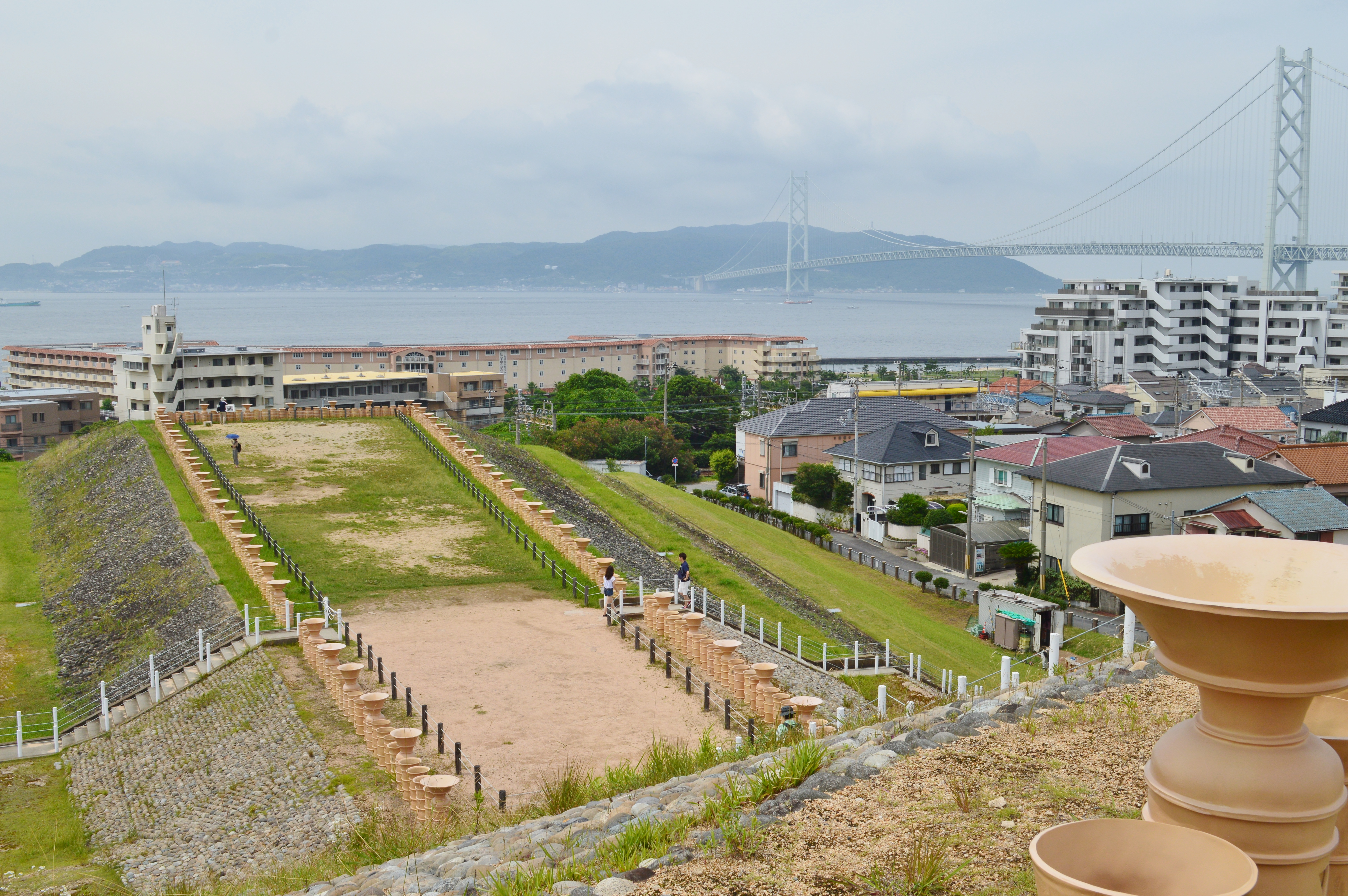
站在五色塚古墳的墳頂可以看到明石海峽

五色塚古墳是一座巨大的前方后圆坟，位于日本兵库县南部，神户市西部的垂水丘陵南端，建造地点能够俯瞰明石海峡和对岸的淡路島。古墳名为“五色塚”或“千壶”，始见于江户时代，其中“五色塚”之名的来源有多种说法，尚不清楚，而“千壶”之名则据说是源自墳丘上的埴輪群。古墳所在区域虽然在战前被保护为松林，但在战中被砍伐用于采油等用途，战后被开垦成耕地；此外，古墳的前方部有山陽本線和JR神戶線通过，周围也修建了道路，因此古坟地貌如周濠（围绕古坟的环濠）等也已改变。此古墳曾多次进行考古学挖掘调查，同时也进行了复原整修，是日本最早进行复原整修的古墳。
古墳的墳形为前方后圆形，前方部分朝南。墳丘由3层築成，长194米，是兵库县最大的古墳（全国第40左右）。墳丘表面的每层都有圆筒埴輪列，每层斜坡上也铺有石子。埴輪数量估计为2,200个，石子数量估计为230万个（2,784吨），其中上层和中层的石子产自淡路岛。墳丘周围有内深、外浅的两层周溝，内圈周濠中、墳丘的细腰部和后圆部的东北，有3个方形的岛状遗迹。埋藏设施尚不明确，推测为豎穴式石室。
从古墳的形态和出土的土偶来看，其建造时间为公元4世纪末到5世纪初，处于古坟时代中期。被葬者身份不明，可能是统治着明石海峡及其周边的豪族首领。建造过程中从明石海峡对岸的淡路岛运来大量石材的事，与《日本书纪·神功皇后纪》中的内容相对应，这表明被葬者的统治地区可能延伸至淡路岛。此外，这座古坟的规模与当时的大和王权中的大王墓（佐纪古坟群）相媲美。然而，这个地区并没有足够的经济基础来建造巨大的古墓，因此在建造过程中，可能存在来自大和王权中枢的强烈干预。此外，由于当时大和王权的大王墓正在从大和（佐纪古坟群）转移到河内（百舌鳥、古市古墳群），因此也有一种假设认为这种变化与大和王权中枢的变动有关。
该古坟于1921年（大正10年）与小壶古坟一起被指定为国家史迹。2012年（平成24年），出土品（圆筒埴轮群）被指定为国家重要文化財。

### 来歴
- 明暦3年（1657年）の『摂津名所図会（日语：摂津名所図会）』に、「五色塚」の名称で図示[1]。
- 元禄11年（1698年）の『諸陵周垣成就記』に、「仲哀天皇陵土俗五色塚千壺と云ふ」と記載（『兵庫縣史蹟名称天然記念物調査報告書 第一輯』に引用、ただし「勤王文庫」所収原本に記載なし）[1]。
- 享保年間（1716-1736年）の『明石記』に詳述（宝暦12年（1762年）の『播磨鑑（日语：播磨鑑）』にも引用）[1]。
- 1921年（大正10年）3月3日、国の史跡に指定[7]。
- 1965-1974年度（昭和40-49年度）、発掘調査・復元整備工事[6]。
- 1974年（昭和49年）5月22日、史跡範囲の追加指定[7]。
- 1975年度（昭和50年度）、管理事務所建設[9]。
- 1977年度（昭和52年度）、発掘調査・復元整備工事[9]。
- 1979年（昭和54年）7月2日、史跡範囲の追加指定[7]。
- 1982-1993年度（昭和57-平成5年度）、古墳周辺範囲確認調査（第2次-第12次調査）[3]。
- 2006年（平成18年）7月28日、史跡範囲の追加指定[7]。
- 2012年（平成24年）9月6日、出土品が国の重要文化財に指定[8]。

## 坟丘

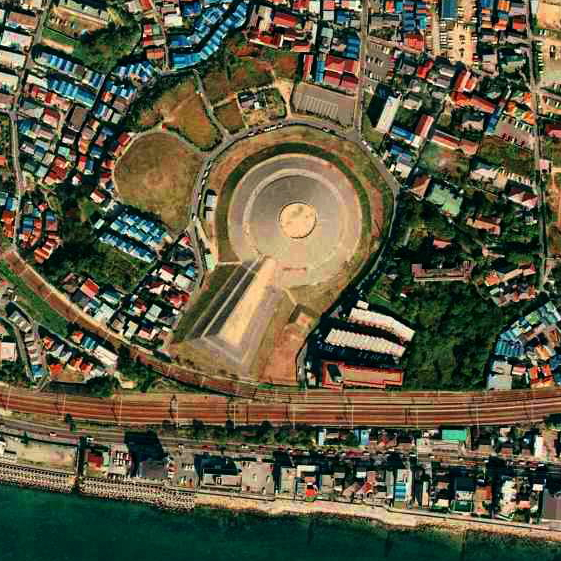
五色冢古坟的航拍照片（1985年）小壶古坟位于五色冢古坟的后圆部左侧。。

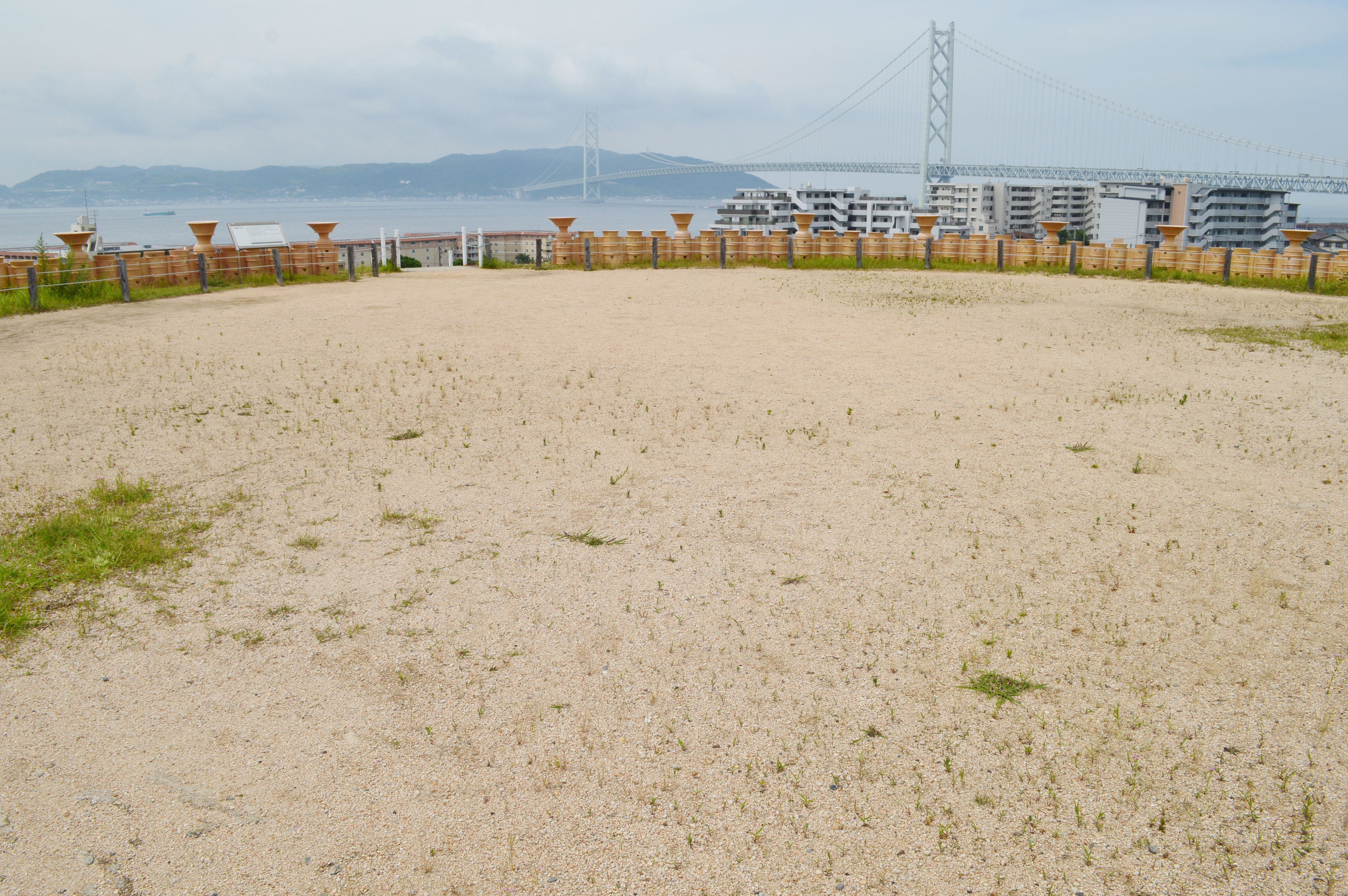
後円部墳頂
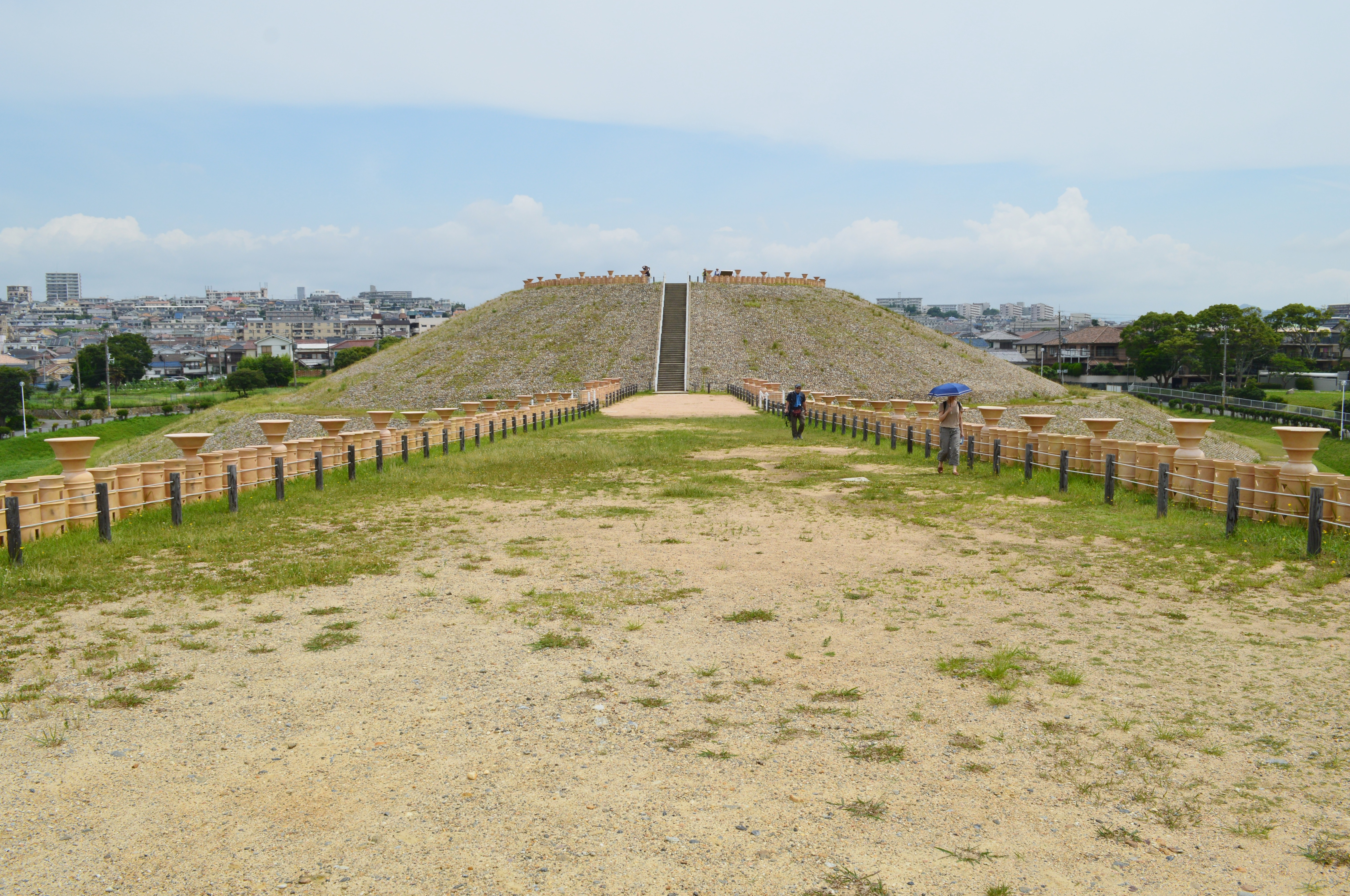
後円部（前方部から望む）
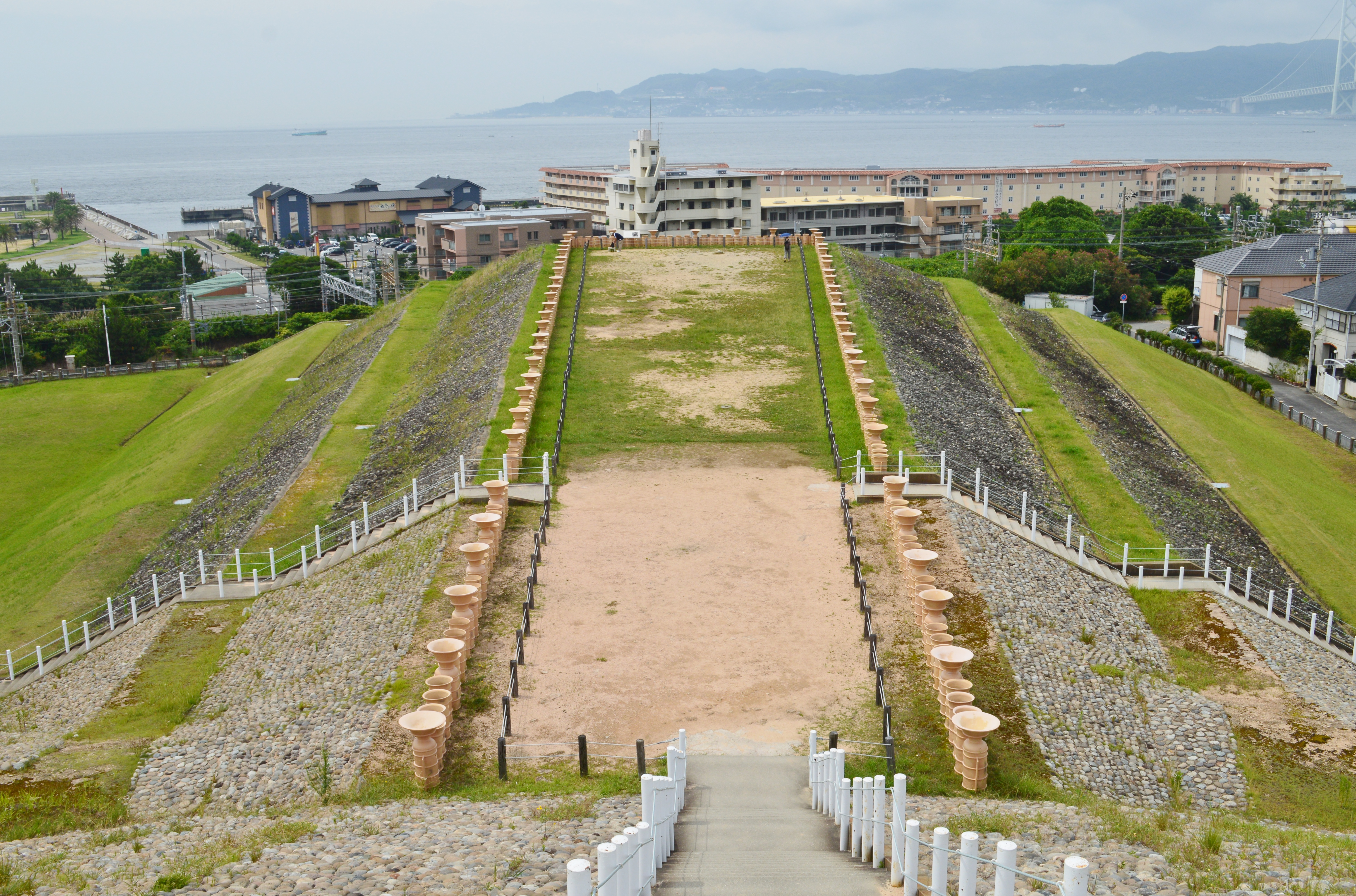
前方部（後円部から望む）
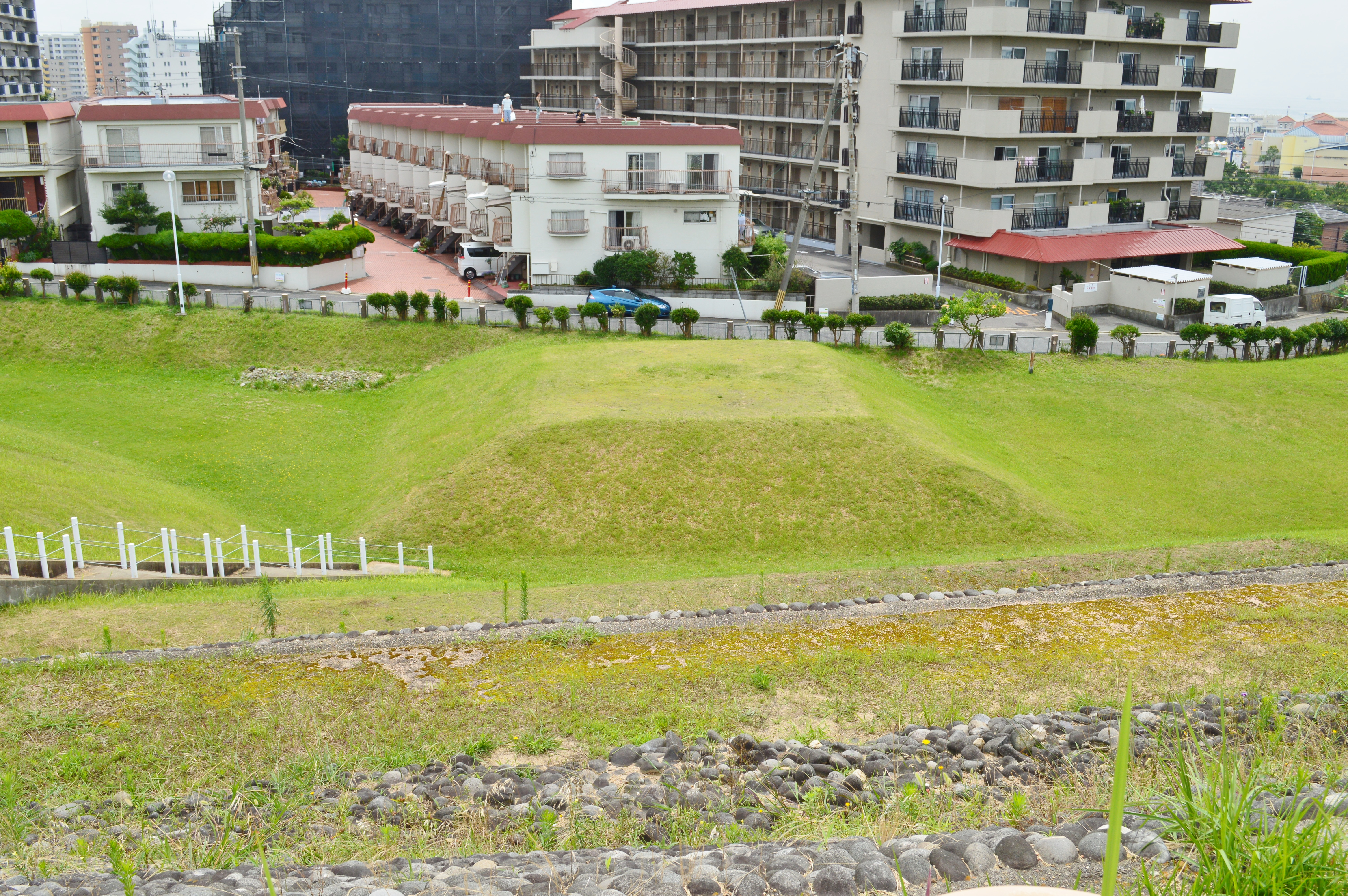
くびれ部東側島状遺構

该古坟的规模如下（括号内为可靠性欠佳的估计值）。
|      | 长度   | 后圆部直径 | 腰部宽度 | 前方部宽度 |
| ---- | ------ | ---------- | -------- | ---------- |
| 上层 | 150.5m | 72.2m      | 19.0m    | 33.5m      |
| 中层 | 171.0m | 100.0m     | 37.0m    | 53.7m      |
| 下层 | 194.0m | 125.5m     | 65.2m    | (82.4m)    |

该古坟是通过在下层通过挖掘土山、再在中层和上层填土堆积形成的。以腰部东侧的壕沟底部为基准，古墳高度为：后圆部18.8米、前方部前端13.0米。该古坟的规格与奈良的佐紀陵山古墳（古墳长207米，位于日本奈良市）相当。由于佐纪陵山型古墳和与之相似的前方后圆墳都分布在环畿内地区，因此有一种理论认为，这些古坟在建造时都位于畿内制的领域支配范围内。

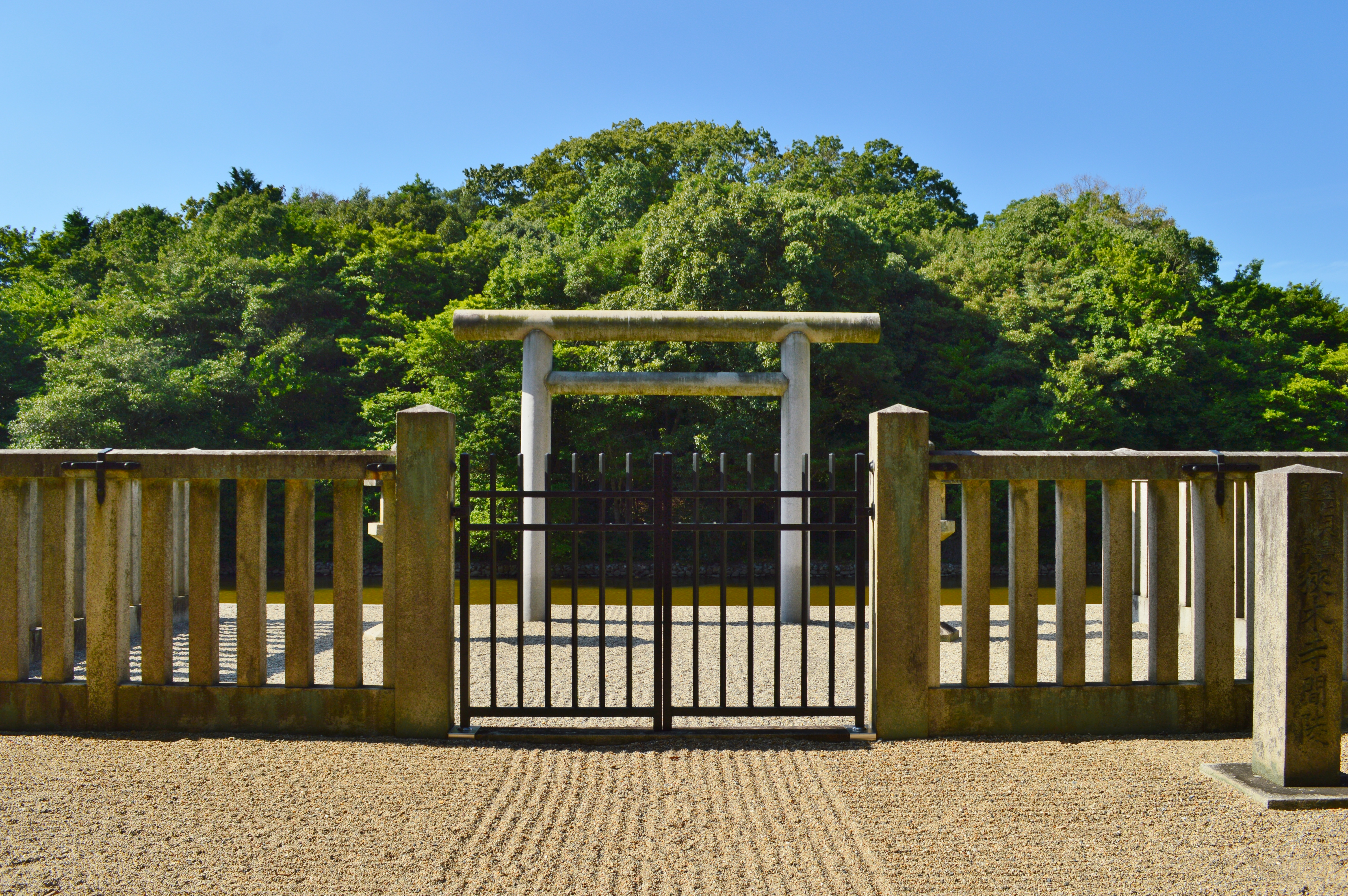
佐紀陵山古墳（奈良県奈良市）传说是日叶酢媛命的陵墓。五色冢古墳的墳形与佐纪陵山古墳的规格相当。

在古墳周围环绕着锁孔形的周濠（不注水的空濠）。山阳电铁本线和JR神户线经过前方部前面，四周还铺设有道路，因此周壕的整体面貌尚不清楚，但可以推测原始的周濠环绕整个古墳。在前方部南侧周濠，还发现了类似通道的遗迹（土桥）。另外在后圆部，还有环绕周濠更外侧的周沟。这条周沟在西侧沿着小壶古墳的周濠外侧变形，但不能确定这是否表明五色冢古古坟和小壶古坟是同时修建的，还后来修建其中一个古坟时变成了沟渠。

周濠内，墳丘的腰部左右与后圆部东北的3个地方发现有方形的岛状遗迹。腰部左右的岛状遗迹边长20米。后圆部东北的岛状遗迹还出土了圆筒埴轮棺以及陪葬品。这些岛状遗迹用途不明，一种说法是腰部的遗迹为祭坛，后圆円部东北的遗迹为陪冢。
- 後円部墳頂
- 後円部（前方部から望む）
- 前方部（後円部から望む）
- くびれ部東側島状遺構